# Schizophrenia (웨인 쇼터의 음반)
《Schizophrenia》는 1967년 3월 10일에 녹음되어 1969년 5월 블루 노트 레코드에서 발매된 미국의 재즈 음악가 웨인 쇼터의 열한 번째 스튜디오 음반이다. 이 음반에는 다섯 곡의 쇼터 작곡과 제임스 스폴딩의 〈Kryptonite〉 편곡이 수록되어 있다. 이 음반에는 쇼터와 함께 알토 색소폰 연주자 겸 플루트 연주자 스폴딩, 트롬본 연주자 커티스 풀러, 피아니스트 허비 행콕, 베이시스트 론 카터, 드러머 조 챔버스가 참여한다.

## 반응
| 전문가 평가                          | 전문가 평가 |
| 평가 점수                            | 평가 점수   |
| 출처                                 | 점수        |
| ------------------------------------ | ----------- |
| AllMusic                             | [ 2 ]       |
| The Penguin Guide to Jazz Recordings | [ 3 ]       |
| The Rolling Stone Jazz Record Guide  | [ 4 ]       |

스티븐 토마스 얼와인의 올뮤직 리뷰는 "이 음악은 포스트밥과 프리 재즈의 경계에 존재합니다. 포스트밥에 기반을 두고 있지만, 국경을 넘어 무슨 일이 일어나고 있는지 알고 있습니다. 몇 년 안에, 그는 그 선을 넘을 것이지만, 《Schizophrenia》는 두 극단의 균형을 맞추려는 쇼터와 그의 동료들의 흥분으로 금이 갑니다."라고 말했다.

## 곡 목록
모든 곡들은 특별한 언급이 없는 한 웨인 쇼터에 의해 작곡하였다.
| #  | 제목              | 작곡          | 재생 시간 |
| -- | ----------------- | ------------- | --------- |
| 1. | 〈Tom Thumb〉     |               | 6:16      |
| 2. | 〈Go〉            |               | 5:42      |
| 3. | 〈Schizophrenia〉 |               | 6:50      |
| 4. | 〈Kryptonite〉    | 제임스 스폴딩 | 6:29      |
| 5. | 〈Miyako〉        |               | 5:00      |
| 6. | 〈Playground〉    |               | 6:20      |